# Fonderia (gruppo musicale)
La Fonderia è una band strumentale romana formata da Emanuele Bultrini (chitarre, live electronics), Stefano Vicarelli (piano, Hammond, synths), Federico Nespola (batteria, percussioni) e Paolo Pecorelli (basso elettrico).

## Storia
La band si forma nel 1994 dall'unione di due componenti del gruppo funk-rock Atto Terzo (Emanuele Bultrini e Federico Nespola) con Stefano Vicarelli, all'epoca attivo in diverse formazioni di rock-progressive a Roma. Come il nome suggerisce, la Fonderia si propone fin dall'inizio di prendere ispirazione da diversi generi  musicali, fondendone le caratteristiche per creare un sound originale e non classificabile in nessun genere definito. Proprio l'iniziale mancanza di un background musicale comune tra i componenti della band ha costretto il gruppo a un grande utilizzo delle varie tecniche dell'improvvisazione, ancora oggi tra le caratteristiche salienti del sound tipico della Fonderia.
Nel 2001 entra stabilmente nella formazione Luca Pietropaoli, e un anno dopo esce il primo disco della Fonderia, dal titolo omonimo, il quale ottiene un ottimo riscontro da parte del pubblico e un'accoglienza entusiastica dalla critica italiana ed estera. Il disco riceve il Premio Darwin come miglior lavoro del 2003, e il suo successo porta la band a suonare in giro per l'Italia, toccando vari festival, come Arezzo Wave (Arezzo, 2004), Strade del Cinema (Aosta, 2003) e Cantieri Sonori (Lecco, 2005).
Nel 2003 nasce il sodalizio con il bassista Claudio Mosconi, e la Fonderia inizia le lunghe registrazioni che portano alla luce il secondo album, re>>enter. re>>enter esce a luglio 2006, pubblicato da VinylMagic e distribuito da BTF. Il nuovo progetto esplora direzioni musicali nuove rispetto al precedente, mescolando sonorità che vanno dal funk all'elettronica, dal jazz al rock. Nel disco trovano spazio rilevante diverse collaborazioni, come quelle con Rodolfo Maltese (Banco del Mutuo Soccorso), Marcello Allulli, e Papa Yeri Samb (Orchestra di Piazza Vittorio).
Nel 2010 la Fonderia pubblica il terzo album "My Grandmother's Space Suit", registrato a Bath (UK) nei Real World Studios di Peter Gabriel, con il produttore Marco Migliari. Il disco contiene anche dei brani cantati (una novità nella produzione del gruppo), con la partecipazione di Barbara Eramo e del musicista belga Emmanuel Louis (Funk Sinatra). Subito dopo le registrazioni il bassista Claudio Mosconi esce dal gruppo e viene sostituito da Paolo Pecorelli che entra stabilmente nella formazione. Nel 2011 Luca Pietropaoli esce dalla band, che perciò diventa un quartetto.
Nel 2013 Bultrini, Pecorelli e Vicarelli formano, insieme a David Nerattini, il gruppo La Batteria, che pubblica 4 album a partire dal 2015.
A Febbraio 2023 la Fonderia pubblica il quarto album "Dinamo", anticipato dai singoli "Spike", "Mojo Wire", "Radio Burst".

## Discografia
- 2002 - Fonderia
- 2006 - Re>>enter
- 2010 - My Grandmother's Space Suit
- 2023 - Dinamo

## Formazione

### Formazione attuale
- Emanuele Bultrini - chitarra
- Federico Nespola - batteria, percussioni
- Stefano Vicarelli - tastiere, Hammond, synth
- Paolo Pecorelli - basso

### Ex componenti
- Claudio Mosconi - basso, contrabbasso
- Luca Pietropaoli - tromba, contrabbasso

### Special Guest
- Giovanni Di Cosimo - tromba (live)